# Parnassius clodius
Parnassius clodius är en fjärilsart som beskrevs av Ménétriés 1855. Parnassius clodius ingår i släktet Parnassius och familjen riddarfjärilar. Inga underarter finns listade i Catalogue of Life.

## Bildgalleri

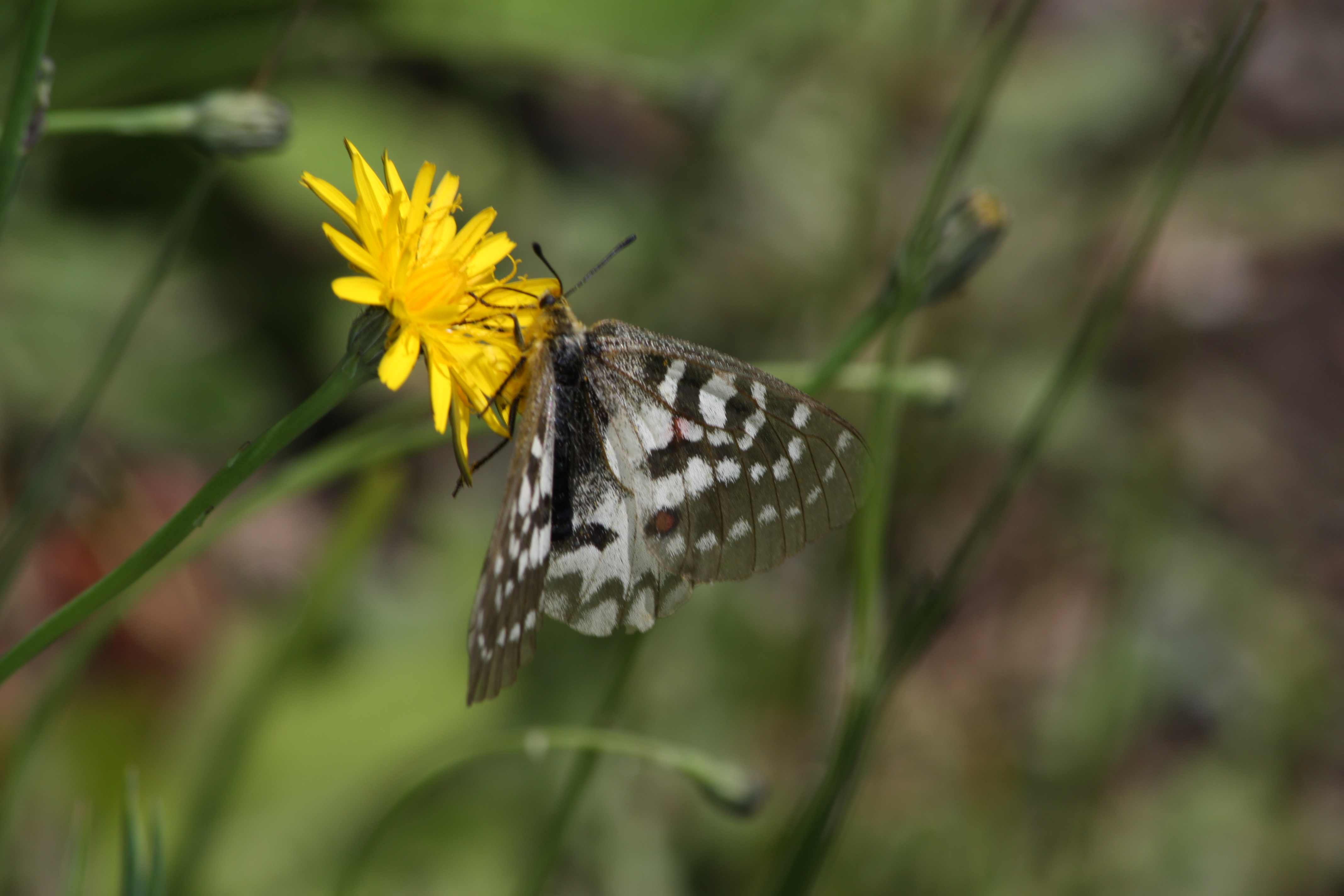
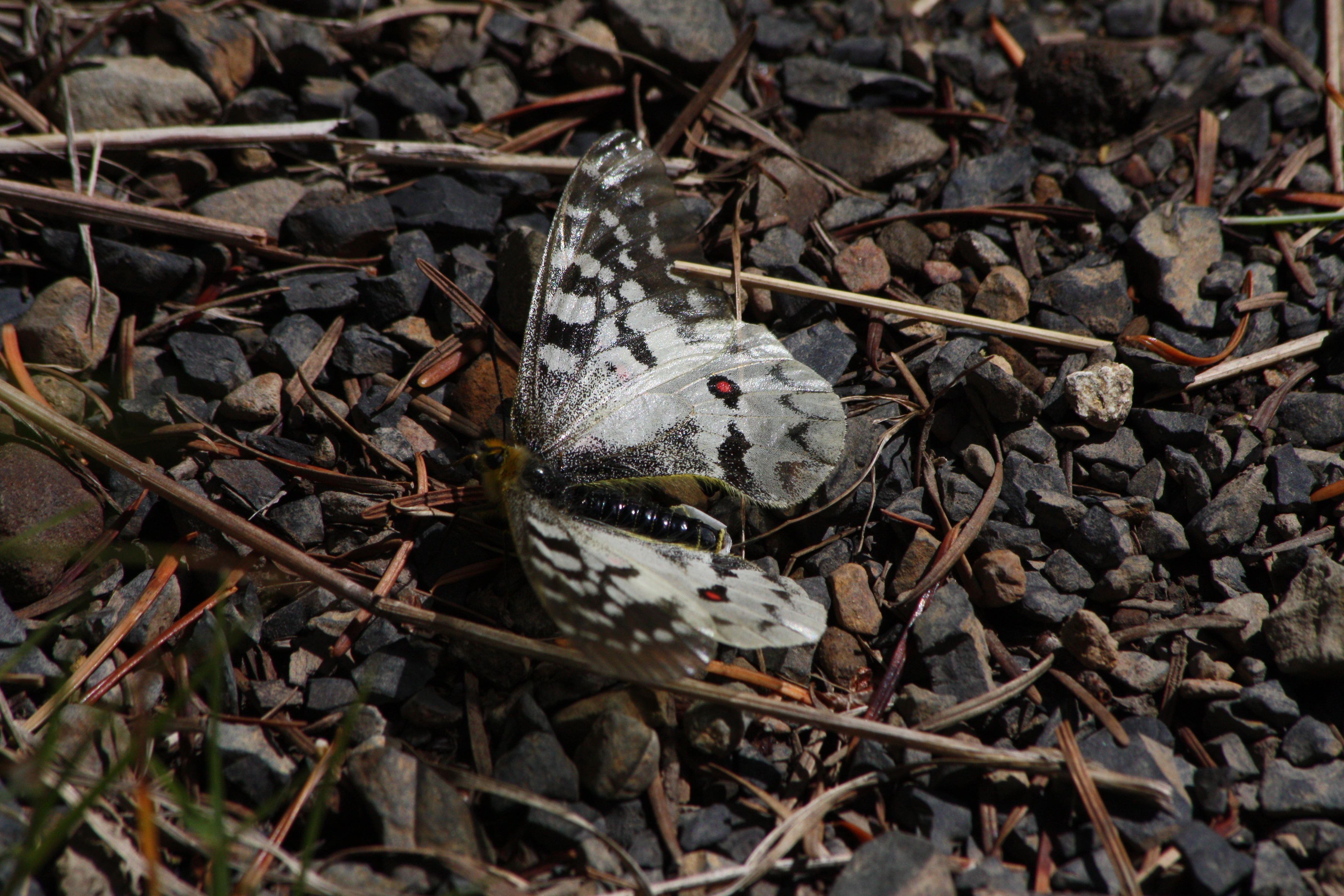